# 江苏路 (上海)
江苏路是中国上海市长宁区东部的一条南北向干道，在1943年以前名为忆定盘路（Edinburgh Road），属于上海公共租界在沪西的越界筑路。

## 开辟
1906年，工部局越界填浜筑成这条南北向马路，北起白利南路，南至海格路。全长1649米。路名得名于苏格兰首府、历史文化名城爱丁堡。

## 沿路近代建筑
此路开辟后，沿路陆续建成许多西班牙式庭院住宅或花园式别墅，成为沪西住宅区的组成部分之一。其中列入上海市优秀历史建筑名单的有：
- 江苏路46-78弄：中一村，第四批上海市优秀历史建筑
- 江苏路91号：中西女中，第二批上海市优秀历史建筑
- 江苏路162弄3号：上海海关税务司住宅，第四批上海市优秀历史建筑
- 江苏路284弄3号、5号、7号、9号、10号、11号、12号、14号、15号、16号、17号、18号、19号、27号：安定坊，第四批上海市优秀历史建筑

江苏路284弄5号为傅雷故居，1966年9月3日，文化大革命高潮中，傅雷夫妇在此自缢身亡。
- 江苏路480弄：月村，第四批上海市优秀历史建筑
- 江苏路495弄：忆定村，第四批上海市优秀历史建筑
- 江苏路796号：麦加利银行高级职员住宅，第四批上海市优秀历史建筑

Template:江苏路上的上海市优秀历史建筑
此外，张爱玲父亲张志沂自1948年起租住江苏路285弄28号吴凯声大律师住宅14平方米的小客厅。1953年在此去世，终年57岁。继母孙用蕃于1986年在此去世，年81岁。弟弟张子静于1997年10月12日也在这里去世，年76岁，终生未娶。

## 交汇道路(由北向南)
- 长宁路
- 武定西路
- 愚园路
- 宣化路、东诸安浜路
- 安化路
- 利西路
- 延安西路
- 昭化东路
- 华山路